# Pradelles, Nord

Pradelles este o comună în departamentul Nord, Franța. În 1 ianuarie 2022 avea o populație de 404 de locuitori.